# پولیبونا فیلمز
پولیبونا فیلمز (انگلیسی: Polybona Films) شرکت فیلم‌سازی چینی است، که در سال ۱۹۹۹ توسط یو دونگ تأسیس شد.